# Gura Căinarului
Gura Căinarului è un comune della Moldavia situato nel distretto di Florești di 1.975 abitanti al censimento del 2004

## Località
Il comune è formato dall'insieme delle seguenti località (popolazione 2004):
- Gura Căinarului (1.700 abitanti)
- Zarojeni (275 abitanti)